# Altamente esplosivo
Altamente esplosivo è un'antologia di racconti dello scrittore statunitense Joe R. Lansdale concepita espressamente per il mercato italiano e uscita nel 2010 con la traduzione di Luca Conti e con un'introduzione apposita realizzata dall'autore.